# فالستاف (اپرا)
فالستاف (انگلیسی: Falstaff) اپرای کمیک در سه پرده از مصنف برجستهٔ ایتالیایی جوزپه وردی است. آریگو بوئیتو کار نوشتن این اپرا را بر پایهٔ نمایشنامه همسران خوش ویندزور اثر ویلیام شکسپیر عهده داشته‌است. نخستین اجرای این اپرا به تاریخ ۹ فوریه ۱۸۹۳ در لا اسکالا میلان است.
وردی با نزدیک شدن به سن ۸۰ سالگی فالستاف را نوشت که آخرین اپرا از ۲۸ اپرای خود بود. این دومین کمدی او و سومین اثر او بر اساس نمایشنامه شکسپیر، پس از مکبث و اوتلو بود. داستان حول محور تلاش‌های خنثی شده و گاه مسخره شوالیه چاق سر جان فالستاف برای اغوای دو زن متاهل برای دستیابی به ثروت شوهرانشان است. تا سال ۱۸۸۹ وردی بیش از پنجاه سال آهنگساز اپرا بود. او ۲۷ اپرا نوشته بود که تنها یکی از آن‌ها کمدی بود، دومین اثر او، Un giorno di regno، در سال ۱۸۴۰ به صحنه رفت جواکینو روسینی

## نگارخانه

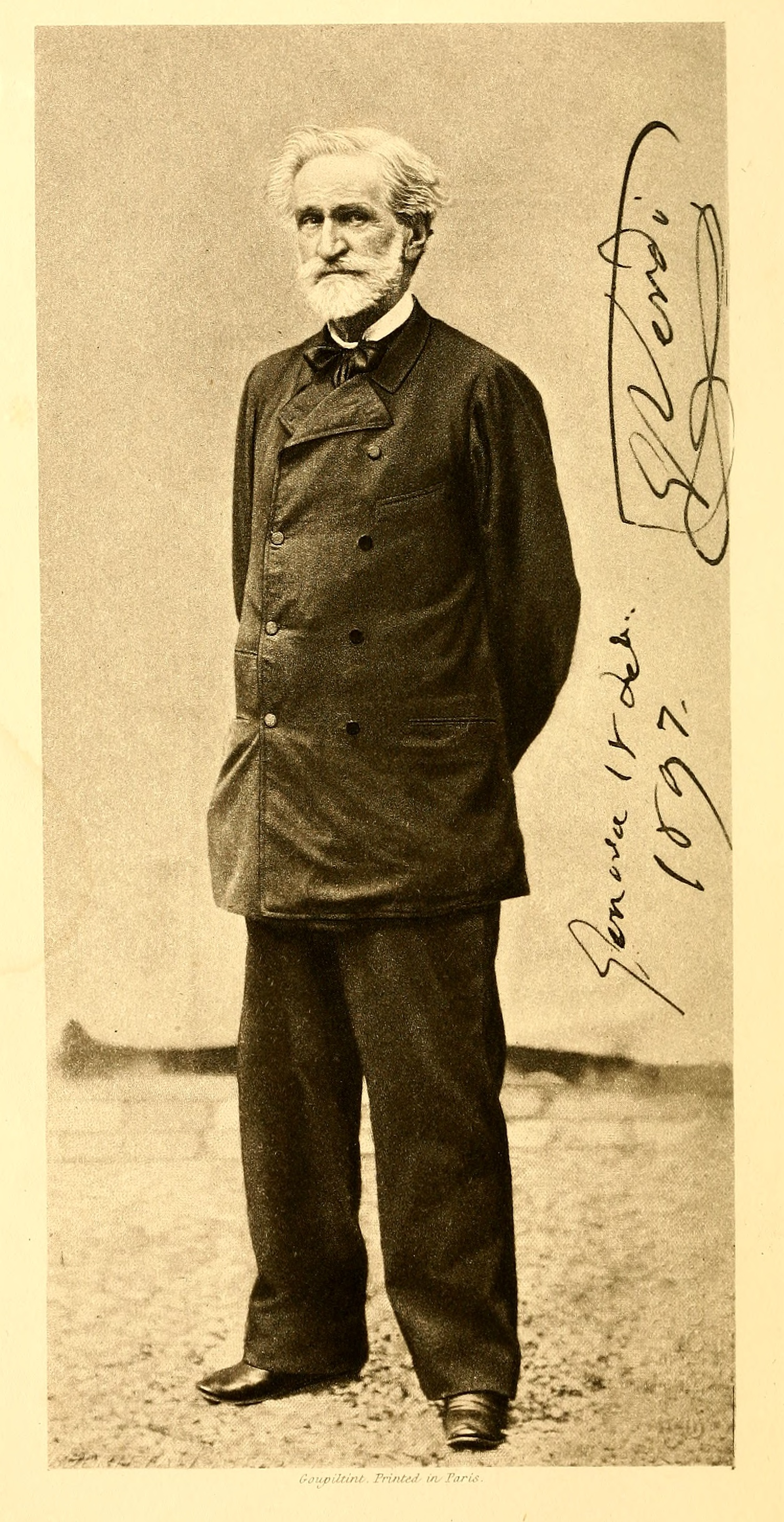
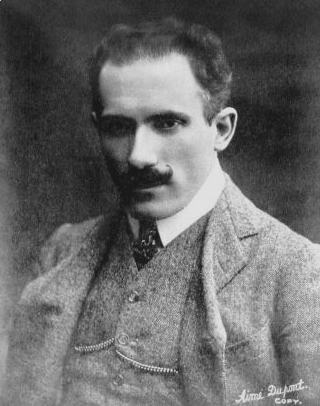
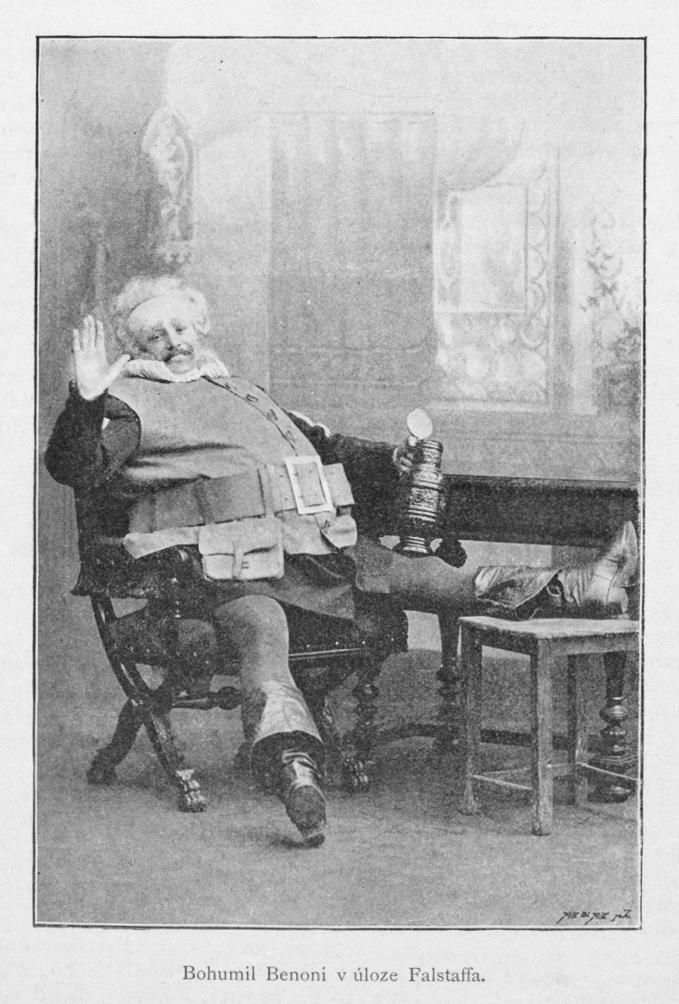
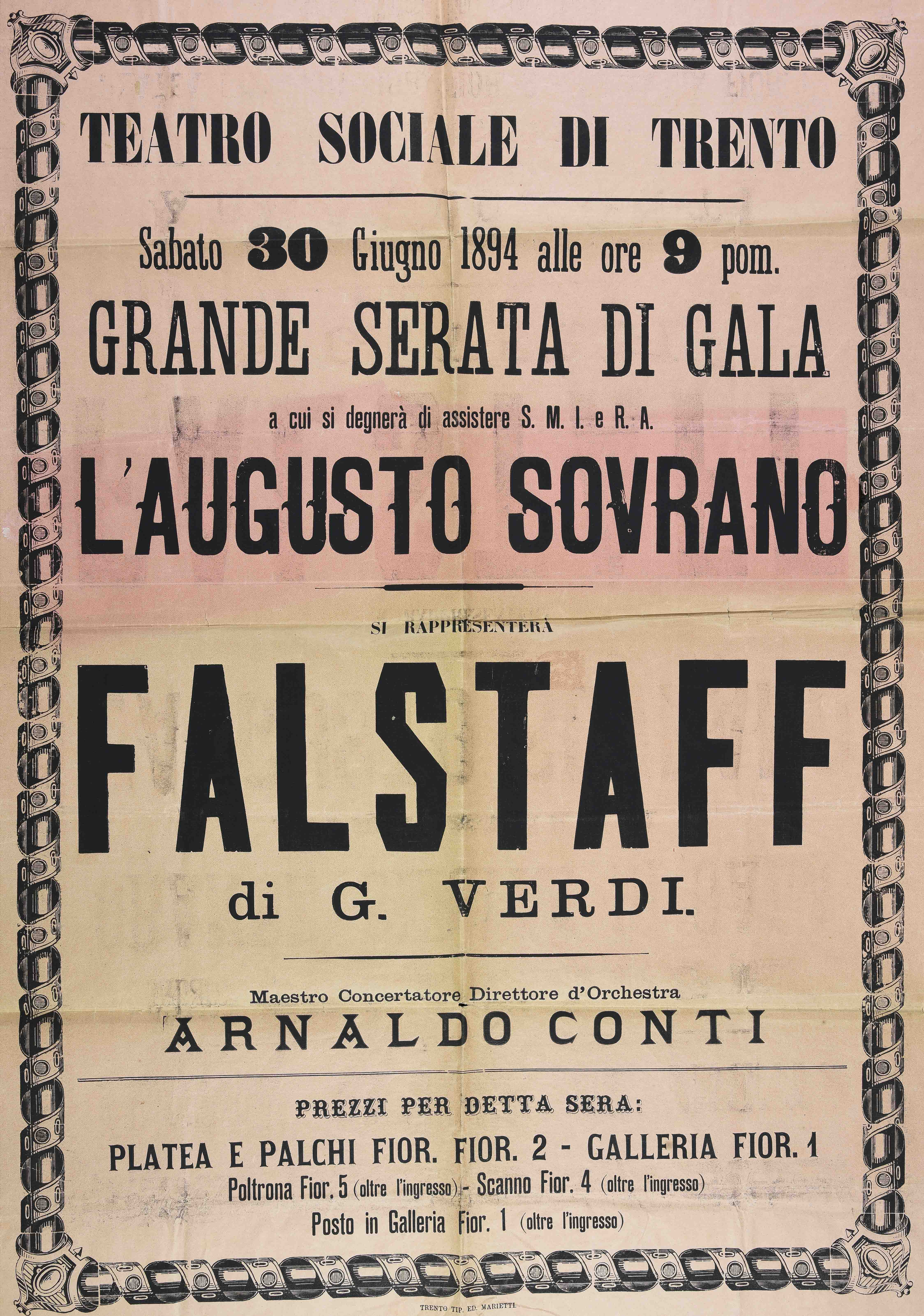
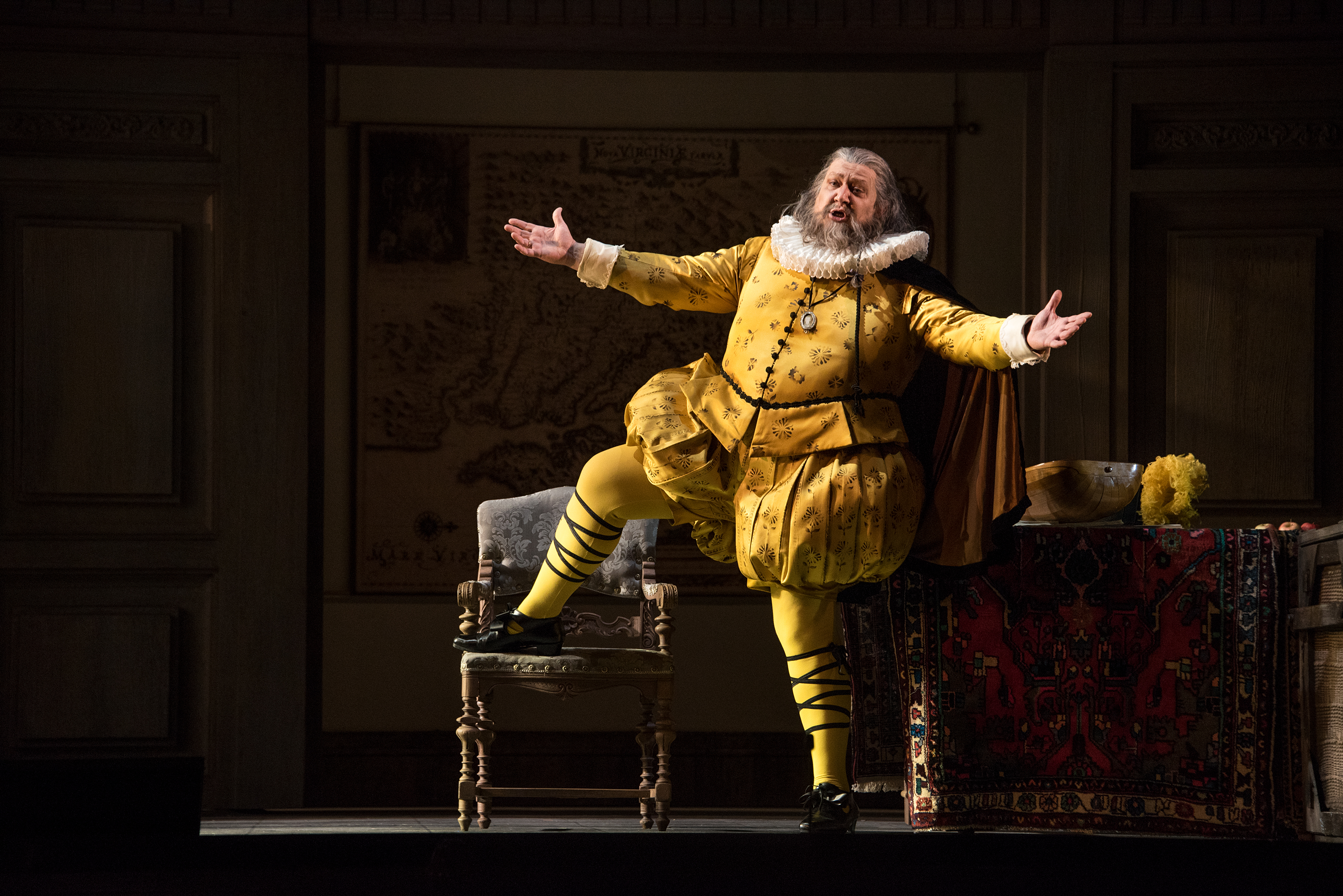
نگاره‌ای از آمبروجیو مائستری (en)، خوانندهٔ باریتون اپرا، در حال اجرای پرده‌ای از اپرای فالستاف در اپرای دولتی وین
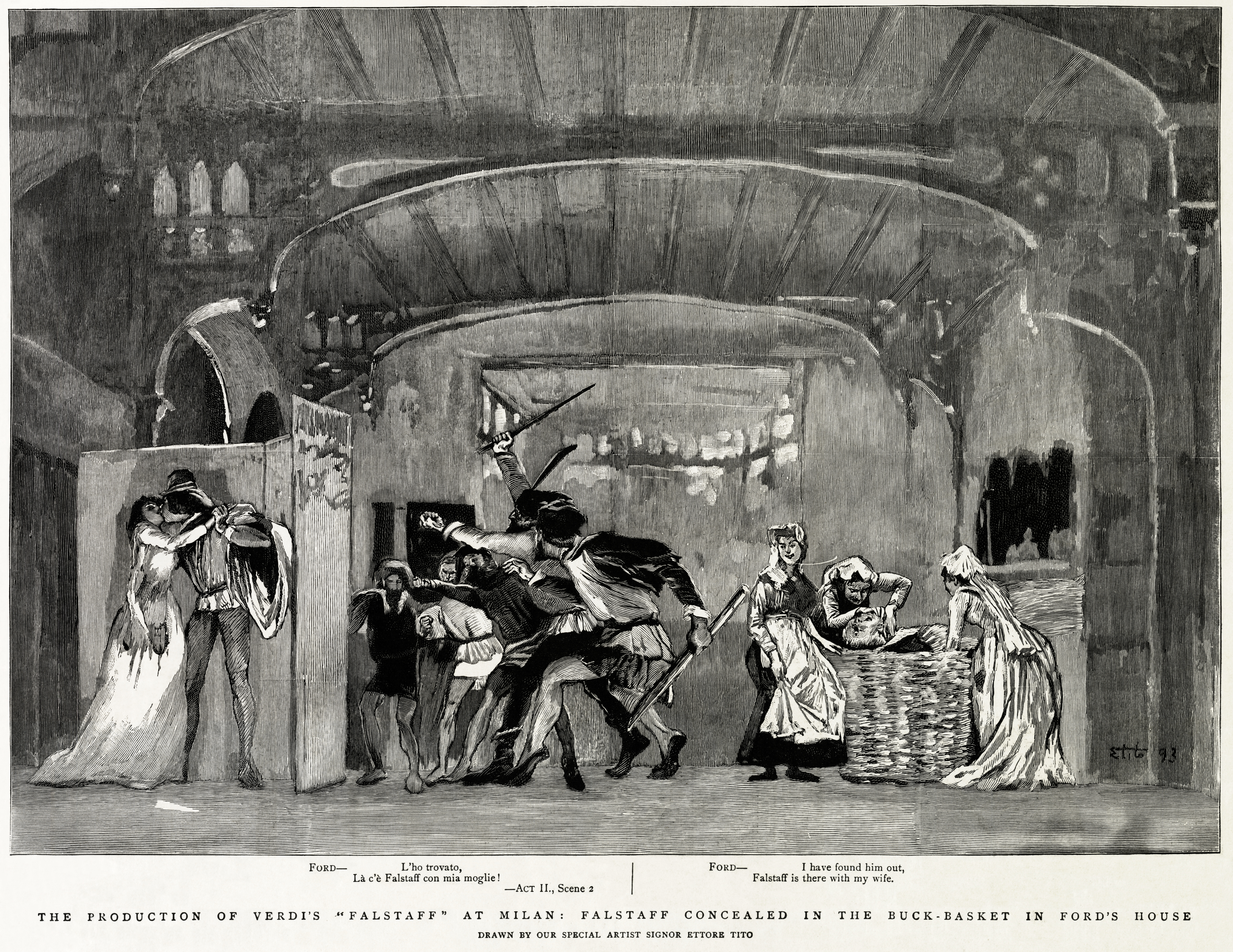